# La puerta de no retorno
La puerta de no retorno  es una película.

## Sinopsis
Santiago A. Zannou acompaña su padre Alphonse a Benín, su país de origen, 40 años después de su partida, para enfrentarle a sus miedos y sus mentiras. En este viaje de redención, Alphonse buscará la reconciliación con su única hermana viva, pero también el perdón de sus antepasados, con la esperanza de cerrar por fin las heridas del pasado.